# 1455
1455 је била проста година.

## Догађаји

### Мај
- 22. мај — Битком код Сент Олбанса у Енглеској почео тридесетогодишњи „Рат двеју ружа“, сукоб династија Ланкастер и Јорк.

### Јун
- 1. јун — Османски султан Мехмед II Освајач заузео Ново Брдо, највећи рударски центар средњовековне Србије.

## Рођења
- 3. март — Жоао II Португалски, краљ Португалије

## Смрти
- Википедија:Непознат датум — Фра Анђелико - италијански сликар ренесансе. (* 1387)